# Fistball aux Jeux mondiaux de 2017
Navigation
Cali 2013 Birmingham 2022
Les épreuves de fistball des Jeux mondiaux de 2017 ont lieu du 22 juillet au 25 juillet 2017 à Wrocław.

## Compétition

### Tour préliminaire
- En gras, qualifié pour les demi-finales

|   | Équipe    | J | V | D | SP | SC | +/- |
| - | --------- | - | - | - | -- | -- | --- |
| 1 | Autriche  | 5 | 4 | 1 | 13 | 7  | 6   |
| 2 | Allemagne | 5 | 4 | 1 | 13 | 6  | 7   |
| 3 | Brésil    | 5 | 3 | 2 | 11 | 11 | 0   |
| 4 | Suisse    | 5 | 3 | 2 | 13 | 7  | 6   |
| 5 | Argentine | 5 | 1 | 4 | 4  | 13 | -9  |
| 6 | Chili     | 5 | 0 | 5 | 5  | 15 | -10 |

| 22 juillet | Allemagne | 3 | 0 | Argentine |
| 22 juillet | Suisse    | 2 | 3 | Brésil    |
| 22 juillet | Autriche  | 3 | 2 | Chili     |
| 22 juillet | Brésil    | 3 | 1 | Argentine |
| 22 juillet | Allemagne | 1 | 3 | Autriche  |
| 22 juillet | Suisse    | 3 | 0 | Chili     |
| 23 juillet | Allemagne | 3 | 0 | Chili     |
| 23 juillet | Suisse    | 3 | 0 | Argentine |
| 23 juillet | Brésil    | 3 | 2 | Chili     |
| 23 juillet | Autriche  | 3 | 0 | Argentine |
| 23 juillet | Allemagne | 3 | 1 | Brésil    |
| 23 juillet | Suisse    | 3 | 1 | Autriche  |
| 24 juillet | Autriche  | 3 | 1 | Brésil    |
| 24 juillet | Allemagne | 3 | 2 | Suisse    |
| 24 juillet | Argentine | 3 | 1 | Chili     |

### Matches de classement
| 5e place | 25 juillet | Argentine | 0 | 3 | Chili |

### Phase finale
|  | Demi-finales | Demi-finales |                        |   | Finale     | Finale     |
|  | Demi-finales | Demi-finales |                        |   | Finale     | Finale     |
|  |              |              |                        |   |            |            |
|  | 24 juillet   | 24 juillet   |                        |   | 25 juillet | 25 juillet |
|  | 24 juillet   | 24 juillet   |                        |   | 25 juillet | 25 juillet |
|  | Allemagne    | 3            |                        |   | 25 juillet | 25 juillet |
|  | Allemagne    | 3            |                        |   | 25 juillet | 25 juillet |
|  | Brésil       | 0            |                        |   | 25 juillet | 25 juillet |
|  | Brésil       | 0            | Allemagne              | 4 |            |            |
|  | 24 juillet   |              | Allemagne              | 4 |            |            |
|  |              | Suisse       | 3                      |   |            |            |
|  | Autriche     | Suisse       | 3                      | 0 |            |            |
|  | Autriche     |              |                        | 0 |            |            |
|  | Suisse       | 3            |                        |   |            |            |
|  | Suisse       | 3            | Match pour la 3e place |   |            |            |
|  |              |              |                        |   |            |            |
|  | 25 juillet   |              |                        |   |            |            |
|  |              |              |                        |   |            |            |
|  | Brésil       | 2            |                        |   |            |            |
|  | Brésil       | 2            |                        |   |            |            |
|  | Autriche     | 3            |                        |   |            |            |
|  | Autriche     | 3            |                        |   |            |            |

## Podiums
| Épreuves | Or | Argent | Bronze |
| -------- | --- | --- | --- |
| Tournoi  | Allemagne- Tim Albrecht (de) - Ajith Fernando (de) - Andrew Fernando - Fabian Sagstetter (de) - Steve Schmutzler (de) - Lukas Schubert (de) - Oliver Späth (de) - Patrick Thomas (de) - Sebastian Thomas - Nick Trinemeier (de) | Suisse- Marco Eymann - Nicolas Fehr - Luca Flückiger - Kevin Kohler - Mario Kohler - Lukas Lässer - Malik Müller - Ueli Rebsamen - Raphael Schlattinger - Kenneth Schoch | Autriche- Jean Andrioli - Bela Gschwandtner - Gustav Gürtler - Manuel Helmberger - Simon Lugmair - Julian Payrleitner - Martin Pühringer - Klaus Thaller - Elias Walchshofer - Stefan Wohlfahrt |

## Tableau des médailles
- Pays organisateur

| Rang  | Nation    | Or | Argent | Bronze | Total |
| ----- | --------- | -- | ------ | ------ | ----- |
| 1     | Allemagne | 1  | 0      | 0      | 1     |
| 2     | Suisse    | 0  | 1      | 0      | 1     |
| 3     | Autriche  | 0  | 0      | 1      | 1     |
| Total | Total     | 1  | 1      | 1      | 3     |